# Бортников, Павел Семёнович
Павел Семёнович Бортников (1894, Минская губерния — 14 марта 1937, Ростов-на-Дону) — советский партийный и государственный деятель. Председатель Центрального совета народного хозяйства Крымской АССР. Заместитель Председателя СНК Крымской АССР (1927—1928). Репрессирован, расстрелян.

## Биография
Родился в 1894 году в селе Мирняка Минской губернии. В 1917—1919 годах табельщик на железной дороге. С октября 1919 года член РКП(б). В 1919 −1921 годах комиссар по продовольствию губернии. С ноября 1921 по май 1924 года народный комиссар продовольствия Крымской АССР, во время его полномочий происходил голод в Крыму, жертвами которого стали до 100 000 человек. В мае-октябре 1924 года народный комиссар внутренней торговли Крымской АССР. С января 1925 по январь 1926 года уполномоченный акционерного общества «Хлебопродукт» в Крыму. С декабря 1925 по январь 1926 года — и. о. председателя Центрального совета народного хозяйства Крымской АССР. С февраля 1926 по ноябрь 1928 года председатель Центрального совета народного хозяйства Крымской АССР. С 1927 по ноябрь 1928 года — заместитель Председателя СНК Крымской АССР Э. Б. Шугу. В 1935—1936 годах — управляющий Азчеркавстройтреста в Ростове-на-Дону. Уволен перед арестом.
Арестован 22 декабря 1936 года. Обвинялся по ст. 58-8 и 58-11 УК РСФСР за участие в контрреволюционной организации. В Сталинском расстрельном списке по Азово-Черноморскому краю от 27 февраля 1937 года. Приговор выездной сессии Военной коллегии ВС СССР от 13 марта 1937 года — ВМН. Был расстрелян 14 марта 1937 года. Реабилитирован Военной коллегии ВС СССР 26 июня 1957 года за отсутствием состава преступления.